# دافيد لو فرابور
دافيد لو فرابور (25 مارس 1971 بمونتارغيس في فرنسا - ) (بالفرنسية: David Le Frapper)‏ هو مدرب كرة قدم ولاعب كرة قدم فرنسي في مركز الوسط. لعب مع ستاد لافال ونادي شاتورو ونادي غويونيون ونادي فالينسيان ونادي كريتيل ونادي نيور.

## روابط خارجية
- دافيد لو فرابور على موقع قاعدة بيانات كرة القدم.إي يو (الإنجليزية)
- دافيد لو فرابور على موقع Soccerbase.com (مدرب) (الإنجليزية)
- دافيد لو فرابور على موقع Soccerway.com (الإنجليزية)
- دافيد لو فرابور على موقع عالم كرة القدم.نت (الإنجليزية)
- دافيد لو فرابور على موقع GSA (الإنجليزية)